# Финал Золотого кубка КОНКАКАФ 2023
Финал Золотого кубка КОНКАКАФ 2023 года стал 17-м финалом самого важного футбольного события Северной Америки, завершив розыгрыш Золотого кубка КОНКАКАФ 2023, футбольного турнира, проводимого под эгидой КОНКАКАФ среди национальных сборных стран региона. Матч состоялся 16 июля 2023 года на стадионе «Соу-Фай Стэдиум» в Инглвуде, Калифорния. В финале встречались сборные Мексики и Панамы.
Победителем турнира в рекордный девятый раз стала сборная Мексики, выигравшая в финале со счётом 1:0 благодаря голу Сантьяго Хименеса в концовке второго тайма.

## Предыстория
Мексика была самой успешной командой в истории Золотого кубка КОНКАКАФ, завоевав восемь титулов в десяти сыгранных финалах. После поражения на групповом этапе чемпионата мира по футболу 2022 года Мексика подписала контракт с аргентинским тренером Диего Коккой, который заменил на данном посту своего соотечественника Херардо Мартино.
Под руководством Кокки мексиканцы сыграли в финале Лиги наций КОНКАКАФ 2023 года, проиграв сборной США со счетом 3:0 в полуфинале, однако обыграв Панаму со счётом 1:0 в матче плей-офф за третье место. Подобные результаты привели к отставке Кокки с должности и назначению мексиканца Хайме Лосано в качестве исполняющего обязанности главного тренера за несколько дней до старта Золотого кубка.
Под руководством испанца датского происхождения Томаса Кристиансена Панама вышла в третий финал Золотого кубка в своей истории, став командой с наибольшим количеством финалов Золотого кубка, уступив по данному показателю только Мексике и Соединенным Штатам. Панамцы проиграли американцам в двух предыдущих финалах: 3:1 по пенальти после нулевой ничьей в 2005 году и 1:0 в 2013 году.
Данный финал Золотого кубка стал 29-м матчем между Мексикой и Панамой. Последняя встреча двух команд состоялась в вышеупомянутом матче плей-офф за третье место Финала Лиги наций КОНКАКАФ 2023 года, выигранном Мексикой со счетом 1:0.

## Место проведения
Финал проходил на стадионе «Соу-Фай Стэдиум» в городе Инглвуд, штат Калифорния, США, расположенном в районе недалеко от Лос-Анджелеса. Это был первый крупный международный турнир, проводившийся на стадионе, построенном для команд Национальной футбольной лиги «Лос-Анджелес Чарджерс» и «Лос-Анджелес Рэмс».
Ранее район Лос-Анджелеса шесть раз принимал матчи Золотого кубка, в том числе четыре финала, сыгранные в  Мемориальном колизее Лос-Анджелеса, и два финала на «Роуз Боул». 27 октября 2022 года руководство КОНКАКАФ объявило о том, что  «Соу-Фай Стэдиум» станет местом проведения финала. Здесь также будут проходить матчи Чемпионата мира по футболу 2026 года.

## Путь к финалу

### Мексика
Первый матч Мексики в группе B был сыгран с Гондурасом. Мексика быстро открыла счет, забив гол уже на первой минуте усилиями Луиса Ромо. За этим последовал второй гол Ромо, а также точные удары Орбелина Пинеды и Луиса Чавеса, обеспечившие итоговую победу со счетом 4:0. Воодушевлённая крупной победой, Мексика в следующем матче одолела команду Гаити: Генри Мартин нанёс первый удар во втором тайме, Рикардо Аде забил автогол, а Сантьяго Хименес увеличил преимущество, несмотря на пропущенный гол от Дэнли Жан-Жака. Мексика выиграла со счётом 3:1 и стала первой командой, вышедшей в плей-офф.
Обеспечив себе это, южноамериканская команда провела ротацию большей части состава, дав отдых ключевым игрокам перед заключительным матчем группового этапа против Катара. Мексика рисковала проиграть матч со счетом 1:0 благодаря голу катарского игрока Хазема Шехаты. Несмотря на это, Мексика сохранила уверенные позиции в группе благодаря большей разнице очков с Катаром, занявшим второе место.
В четвертьфинале Мексика обыграла занявшую второе место в группе C Коста-Рику со счётом 2:0. Голы во втором тайме забили Пинеда и Эрик Санчес. Затем Мексика встретилась в полуфинале с Ямайкой. Мексиканцы сумели победить карибскую команду благодаря трём голам Мартина, Чавеса и Роберто Альварадо. Таким образом, Мексика вышла в третий раз подряд в финал Золотого кубка КОНКАКАФ.

### Панама
Одержав победу в группе C и набрав семь очков, Панама в четвертьфинале уверенно обыграла Катар со счётом 4:0. Йоэль Барсенас забил в первом тайме, а во втором за девять минут оформил хет-трик Исмаэль Диас. Затем в полуфинале они сразились с хозяевами турнира и действующими чемпионами Соединёнными Штатами. После ничьей со счётом 0:0 после основного времени Панама вышла вперёд в первой половине дополнительного времени благодаря Ивану Андерсону, однако игроку американской команды Хесусу Феррейре удалось сравнять счёт в самом конце первого дополнительного тайма. Ни одна из сторон не сумела добиться победы в дополнительное время, поэтому для определения победителя была использована серия пенальти. Вратарь сборной Панамы Орландо Москера отразил первый пенальти в исполнении Феррейры, в то время как за Панаму промахнулся только Кристиан Мартинес, поскольку Адальберто Карраскилья забил решающий последний удар в матче, оформив третий выход в финал и первый за десять лет для Панамы.

## Отчёт о матче
| Мексика        | 1:0 (0:0) | Панама |
| -------------- | --------- | ------ |
| С. Хименес 88′ | Отчёт     |        |